# Castor Rock
Castor Rock är en klippa i Sydgeorgien och Sydsandwichöarna (Storbritannien). Den ligger i den östra delen av Sydgeorgien och Sydsandwichöarna.
Terrängen runt Castor Rock är huvudsakligen kuperad, men norrut är den platt.  Det finns inga samhällen i närheten. 